# Драматичен театър „Гео Милев“
Вижте пояснителната страница за други значения на Гео Милев.
Драматичен театър „Гео Милев“ се намира в Стара Загора.
Той е сред най-старите и престижни театрални институции в България, символ на културния живот на „Града на липите, поетите и правите улици“, както и на България. Носи името на известния български поет Гео Милев, който дълги години е живял и творил в Стара Загора.

## Театър в Стара Загора
- 1852 г.: Ирина Попгеоргиева–Екзарх превежда „Памела Уженина“ от Карло Голдони. Тя е първата жена в България, която започва да се занимава с театър.
- 20 март 1860 г.: Тодор Шишков полага основите на читалище.
- 1869 г.:
  - В борбата с чорбаджиите побеждават „младите“ и вземат читалищното дело в свои ръце. От тази година за първи път се обсъжда нуждата от театрална трупа.
  - Васил Левски идва като Апостол в Стара Загора. Свързва се със съучениците си от Главното мъжко училище. Основава местния революционен комитет с председател Кольо Ганчев. Една от задачите на комитета е да развива активна читалищна дейност. Театралните представления са рожба на това оживление.
  - Първи наченки на театрална дейност под ръководството на даскал Петър Иванов, с участието на Колю Ганчев и неговия оркестър – най-запалени театрали.
- 18 април 1870 г.: Завесата в салона на Главното девическо училище при черквата „Св. Богородица“, кв. Акарджа, е вдигната. Трупата под ръководството на д-р Начо Планински открива театралния летопис на Стара Загора с комедията „Малакова“ от П. Р. Славейков. През антракта свири читалищният оркестър. Възможно е това да е първото представление на „Малакова“.
- 26 декември 1870 г.: Представление на „Геновева“ („Многострадална Геновева“) при градското читалище. Първите членове на местния революционен комитет са и първите старозагорски артисти. Участници: Петър Иванов – граф Зигфрид, Тачо Сяров – Голос, Христо Зафиров – Берта, Атанас Попгеоргиев – Геновева, Пенчо Братов – Шмерценрайх, Георги Хаджиилиев – страж. Дрехите ушива Франк Терзията – Георги Хаджиилиев. Декорите са нарисувани от Наню Тодоров.
- 2 януари 1871 г.: Представление на „Шарлатаните доктори“ – участва същият състав, ръководи ги даскал Петър Иванов. Прототип на главния герой е шарлатанинът Тольо Христодул или още Йонидис Георгадис.
- 1875 г.: Старозагорско въстание – убит Кольо Ганчев. Самодейната група преустановява дейността си.
- 1877 г.: Руско-турска война 1877-1878. Градът е опожарен. Изгарят читалищният и театралният архив.
- 1881 г.: Възобновяване на театралната дейност. Играни пиесите „Райна Княгиня“, „Иванку, убиецът на Асеня“, „Хъшове“, „Разбойници“ и „Кулата Нел“.
- 1883 – 1894 г.: „Ученолюбиво дружество“ в града продължава делото на читалището от 1860 г. Играни са представленията „Иванко“, „Разбойници“, „Нещастна фамилия“.
- 1884 г.: Субсидирана от румелийското правителство, Българска драматична трупа на Стефан Попов посещава града. Това е първото професионално представление в Стара Загора.
- 1895 г.: „Театрален комитет“ към градското читалище представя „Кулата Нел“, „Хъшове“, „Тлъстото кокалче“, „Крум Страшний“, „Под игото“. На премиерата на „Под игото“ присъства Иван Вазов.
- 1898 г.: Народна драматична трупа „Сълза и смях“ на Радел Канели изнася представленията „Тартюф“ и „Отело“.
- 1900 г.: Създава се дружество „Театър“, продължило делото на „Ученолюбиво дружество“.
- 1902 г.: Дружество „Театър“ поставя „Гильом Хамалина“.
- 1910 г.: Постановка на „Борислав“.
- 1 април 1912 г.:
  - Полагане основния камък за театрална сграда.
  - Група младежи по своя инициатива поставя „Ревизор“. В представлението участва Никола Икономов. Оттук започва артистичната му театрална кариера.
- 1914 г.: Построява се театралната сграда на Културно-просветно дружество „Театър“, по-късно читалище „Родина“.
- 1916 г.: Любителска група, съставена от Гео Милев. Поставени са „Едип цар“, „Лудетината“, режисьор Гео Милев, художник Иван Енчев – Видю. Никола Икономов играе Едип цар и Хлестаков, Гео Милев – Генерала от „Лудетината“.
- 1919 – 1920 г.: Начало на професионален театър в Стара Загора. Създава се полупрофесионална трупа при дружество „Театър“ в състав: директор и режисьор – Коста Атанасов; артисти – П. Димитров, М. Узунов, М. Танев, Л. Георгиева, М. Пенкова, П. Топалов, Р. Минчев, К. Данев, Петрова, д-р Бъчваров. Откриване на театралния сезон на 29 ноември 1919 г. с премиера на пиесата „Пленникът от Трикери“ от Константин Мутафов.
- 1919 г.:
  - Пенка и Никола Икономови гастролират в спектакъла „Синята лисица“.
  - Георги Бакалов с група младежи поставя „Севилският бръснар“. След разцеплението на социалистическата партия (1903 г.) тесните социалисти в града организират любителска театрална трупа, която на 18 юни 1904 г. поставя „Новопокръстен“ от Степняк. Трупата прераства в Работнически театър „Борба“. Изнася спектаклите „Женитба“, „Сватбата на Сганарел“, 1910 г. – „Борислав“, „Подпорите на обществото“ – Ибсен. 1911 г. – „Народен враг“ – Ибсен. Кулминацията на театралната дейност на трупата е спектакълът „Стършел“ – 1923 г. Този театър е разтурен от властите през същата година.
- 1920 г.
  - В града пристигат от Хасково Мара Шопова и брат ѝ Данчо Делчев, най-активните актьори от полупрофесионалната трупа.
  - В София се учредява профсъюзът на артистите в България. Актьорите от старозагорската група стават негови членове.
- 1925 г.:
  - Трупата чествува 20 години сценична дейност на Тачо Танев с „Коварство и любов“.
  - Гастролира Московският художествен театър със спектаклите „Вуйчо Ваньо“ и „Женитба“.
- 1926 г.: Тържествено чествуване на 25-годишния юбилей на дружество „Театър“.
- 1931 г.:
  - Втори гастрол на МХАТ с пиесите „На дъното“ и „Ревизор“.
  - Елена Снежина гастролира в „Непознатото момиче“ на Молнар.
  - Театър „Железник“ – легална форма за просвета на нелегалната комунистическа партия. Поставя „Аз убих“. Театърът е продължител на Работническия театър.
- 1932 г.: Представление на „Боряна“. Гастрол на Иван Димов в ролята на Андрей.
- 1941 г.:
  - Старозагорският областен театър изнася в града спектакъла „Платон Кречет“ с участието на Иван Димов и Аспарух Лешников.
  - Никола Икономов и Иван Димов заедно с трупата на Южнобългарския театър изнасят спектакъла Калин Орелът.
- 1944 г.: Непосредствено след 9 септември трупата поставя пиесата „Партизани“, режисьор Веселина Генчева Стефанова.
- 1948 г.: Трупата преминава под шефството на Градския общински съвет. Играе в салона на Читалище „Родина“ и до 1 март 1950 г. е известна под името „Читалищен театър“.
- 1 март 1950 г.: Театърът става професионален – в смисъл на издръжка и щат към съвета и е известен като Общински театър. За директор на театъра Градският съвет назначава професионалния актьор Атанас Христов.
- 1952 г.:
  - С пиесите „На дъното“ и „Свои сме, ще се разберем“ от Островски актьорите получават професионално звание – Мара Шопова, Данчо Делчев, Стоян Милев, Христина Костадинова, Стоян Михайлов, Йорданка Миланова и др.
  - Н.О. Масалитинов поставя „На дъното“ от Максим Горки. Дава висока оценка на актьорския състав.
- 1954 г.: Театърът става държавен под названието Народен театър – Стара Загора с директор Пейо Кайраков. През тази година идват и първите възпитаници на ВИТИЗ „Кр. Сарафов“. Оформя се постоянна режисьорска колегия. Особено внимание се обръща на съвременната българска драматургия.
- 1958 г.: Честване на Данчо Делчев и Мара Шопова.
- 1962 – 1963 г.: Театърът получава правото на първа постановка на „Почивка в Арко Ирис“ от Димитър Димов и „Има бог Перун“ от Надежда Драгова и Първан Стефанов.
- 1964 – 1965 г.: Поставена е за първи път пиесата „Студена зима“ от Хр. Кацаров – получава много висока оценка от критика и публика. На IV Народен преглед на българската драма и театър, театърът получава специална награда за работа със съвременни български драматурзи.
- 1966 г.: Постановките „Обличането на Венера“ от Добри Жотев и „Рози за Доктор Шомов“ от Драгомр Асенов имат много голям успех пред публиката и театралната критика.
- 1970 г.: Стара Загора чества 100 години театрална дейност в града и 50 години Драматичен театър.
- 1971 г.: Театърът влиза в Новата сграда за опера и театър с премиерата на „Ревизор“ от Гогол, постановка на П. Л. Манастирски от Академичния театър „Максим Горки“ – гр. Самара. На 7 септември 1971 г. се играе и първото представление на новата сцена. Висока е оценката на театралната общественост за тази постановка, в която бляскаво се изявява целият творчески колектив. Критиката отбелязва специално великолепната игра на Веселин Савов (Хлестаков) и Нино Луканов (Градоначалника).
- 24 ноември 1971 г.: Премиера на историческата драма в стихове „Хан Аспарух“ от Радко Радков. Успехът пред публиката е огромен. Доказателство за високата класа на тази постановка е изключителният успех на III Национален преглед на историческата драма и театър – Велико Търново, 1972 г. От 20-те награди за участниците в прегледа 12 идват в Старозагорския театър. За успеха си в ролята на Хан Аспарух – Нино Луканов получава специалната награда „Златният знак“ на Велико Търново и едногодишна творческа командировка в Москва.
- 1997 г.: Театърът влиза в реставрираната сграда на „Стария театър“ с премиера на „Боряна“ от Йордан Йовков, режисьор Стефан Делев.
- 2005 г.: В театъра идва група от 11 млади актьора: Кирил Бояджиев, Мартин Герасков, Лора Мутишева, Десислава Малчева, Мартин Каров, Янислава Линкова, Елизабета Стефановска, Константин Икономов, Тигран Торосян, Гергана Данданова, Юлиян Малинов – студенти на проф. Пламен Марков, които въвеждат нов ритъм в театралния живот на града. За един театрален сезон театърът участва на няколко национални фестивала и печели „Аскеер“ за драматургия, номинации за „Аскеер“ за поддържаща женска роля, номинации за „Икар“ за актьорски и режисьорски дебюти, награда за главна мъжка роля на фестивал на камерните театър – Враца, награда на фондация "Димитър Вълчев“ за оригинална авторска музика към спектакъл.
- 2006 г.: Директор става Александър Събев – режисьор и театровед, възпитаник на проф. Пламен Марков.

## Известни актьори
Стотици актьори са играли на старозагорска сцена. Имената на Мара Шопова, Данчо Делчев, Стоян Милев, Владимир Пеев, Стоян Михайлов, Христина Костадинова, Георги Диметров, Васил Попилиев, Борис Дюлгеров, Дженьо Дженев, Вера Дикова, Васил Радомиров, Иванка Антонова, Бочо Василев, Нино Луканов, Ангел Ламбев, Дора Маркова, Бойо Боев, Александър Христов, Светла Рангелова, Михаил Марков, Георги Велев, Веселин Савов, Корнелия Петкова, Георги Фурнаджиев, Ивалин Димитров, Емил Михов, Диана Найденова, Димитър Костов Карамалаков, Христофор Недков, Галя Александрова, Ивелин Керанов, Елена Азалова, Ангел Генов, Мартин Каров, Константин Икономов, Гергана Данданова, Тигран Торосян, Силвана Пишимарова, и др. ще останат в съзнанието на признателната старозагорска публика.

## Контакти
- Билетен център: тел. 042/627 331;
- Имейл: dramatheatre_stz@abv.bg
- Адрес: бул. „М.М. Кусев“ № 25